# Вулиця Повітряних сил
Вулиця Повітряних сил — вулиця в Центральному районі Херсона.

Сучасний вигляд будинку чоловічої гімназії, у якому квартирувався Херсонський гайдамацький полк

Є частиною, колись нерозривної вулиці Дворянської. Пішохідний сквер Херсонської міської клінічної лікарні розриває лінію вулиць Ярослава Мудрого та Повітряних сил.
24 жовтня 2023 року вулицю Пестеля перейменували на честь Повітряних сил Збройних сил України.

## Будівлі
У буд. № 1, в приміщенні тодішньої ІІ Чоловічої гімназії, у грудні 1917 — січні 1918 рр. розміщувався Херсонський гайдамацький полк Одеської гайдамацької дивізії.
Нині в цій будівлі розташовані військовий шпиталь та гарнізонна поліклініка. Поруч із будівлею знаходиться КПП військової частини А 1836 (208-ма Херсонська зенітно-ракетна бригада).
У буд. № 5 розташоване управління ПАТ "Енергопостачальна компанія «Херсонобленерго».